# 2017년 에미레이츠컵
2017년 에메레이츠 컵에 아스널,벤피카,라이프치히,세비야가 출전했다. 경기는 2017년 7월 29,30일 2일간 경기를 했다.                                                                    7월 29일(독일) 라이프치히 0 VS 1 세비야 (스페인)    GOAL 세비아:벤 예더 35(PK)                                                                                                               (잉글랜드) 아스널 5 VS 2 벤피카 (포르투갈)                                 GOAL 아스널:테오 월콧 25 ',33 '                                  리산드로 로페즈 52 ' (o.g.) 올리비에 지루 64 '                   알렉스 이워비 71 '                                 .                                 벤피카:프랑코 세르비 12 ' 에두아르도 살비오 40 '              7월 30일 (독일) 라이프치히 2 VS 0 벤피카(포르투갈)         GOAL 라이프치히:마르셀 할스텐버그 19 '                           마빈 콤퍼 53 '                                                                  (잉글랜드) 아스널 1 VS 2 세비아 (스페인)                       GOAL 아스널:알렉산드르 라카제트 62 '                           세비아:호아킨 코레아 49 ' 스티븐 은존지 69 '                            최종순위                                                                            1위   아스널       2경기     1승 1패 6득점 4실점 골득실 2 승점 9
2위 세비야 2경기 2승 3득점 1실점 골득실 2 승점 9      3위 라이프치히 2경기 1승 1패 2득점 1실점 골득실 1 승점 5
4위 벤피카 2경기 2패 2득점 7실점 골득실 -5 승점 2 
득점순위 
1위 테오 월콧(2골) (아스널) 
공동 2위 세비아:벤 예더,호아킨 코레아,스티븐 은존지      라이프치히:마빈 콤퍼,마르센 할스텐버그                            아스널:올리비에 지루,알렉스 이워비,알렉산드르 라카제트 벤피카:프랑코 세르비,에두아르도 살비오(1골)   
결과 
이번 에미레이트 컵에서 아스널은 1승 1패                   세비아는 2승이지만 득점에서  세비아 3득점.                       아스널은 6득점 이라서 승점,골득실 모두 같지만.                      다득점에서 아스널이 앞섰다.            
(잉글랜드) 아스널 5 VS 2 벤피카 (포르투갈)                         GOAL  아스널:테오 월콧 25,      
GOAL 세비아:벤 예더                                                                (잉글랜드) 아스널 5 VS 2 벤피카 (포르투갈)